# Barguelonne
Pour les articles homonymes, voir Barguelonne-en-Quercy.
La Barguelonne est une rivière du Sud-Ouest de la France arrosant les départements du Lot, de Lot-et-Garonne et de Tarn-et-Garonne. C'est un affluent de rive droite de la Garonne, le confluent se trouvant à la limite entre les communes de Golfech et de Lamagistère (Tarn-et-Garonne).

## Géographie

### Cours
De 61,1 km de longueur, la Barguelonne, issue des vallées du Quercy Blanc, prend sa source dans le département du Lot près de Ventaillac (commune de Pern) à l'amont du hameau de Terry. 
Dans l'ensemble, elle coule du nord-est vers le sud-ouest.
Peu avant de confluer avec la Garonne, elle constitue sur deux kilomètres et demi la limite communale entre Clermont-Soubiran (Lot-et-Garonne) et Valence (Tarn-et-Garonne), puis entre Clermont-Soubiran et Golfech (Tarn-et-Garonne), puis entre Golfech en amont et Lamagistère (Tarn-et-Garonne) en aval, jusqu'à son confluent, près du lieudit Roudès (commune de Lamagistère). 

### Affluents
Trois ou quatre kilomètres après sa source, elle est alimentée par les pluviaux de l'aéroport de Cahors - Lalbenque, son premier affluent important.
La Barguelonne a 81 tronçons affluents référencés dont au moins six bras (donc affluent et défluent) :
- la Barguelonnette ou Petite Barguelonne (rd) : 35,1 km sur treize communes avec quarante-et-un affluents et de rang de Strahler quatre[4]
- Ruisseau de Cabarieu (rg) : 8,5 km sur quatre communes avec huit affluents et de rang de Strahler cinq.
- Ruisseau de Gasques ou ruisseau de Carretou ou ruisseau de Merle (rd) : 6,8 km sur quatre communes avec huit affluents et de rang de Strahler trois.

Le rang de Strahler est donc d'au moins six.

## Départements et communes traversés

### Départements et principales communes
- Lot : Pern, Castelnau-Montratier
- Tarn-et-Garonne : Tréjouls ; Cazes-Mondenard, Saint-Paul-d'Espis, Valence, Lamagistère
- Lot-et-Garonne : Clermont-Soubiran

### Liste des communes traversées
La Barguelonne traverse vingt-quatre communes : Pern, Lhospitalet, Miramont-de-Quercy, Saint-Nazaire-de-Valentane, Lauzerte, Montbarla, Saint-Amans-de-Pellagal, Trejouls, Cazes-Mondenard, Sauveterre, Castelnau-Montratier, Flaugnac, Saint-Paul-d'Espis, Montesquieu, Durfort-Lacapelette, Castelsagrat, Saint-Clair, Gasques, Clermont-Soubiran, Lamagistère, Valence, Saint-Vincent-Lespinasse, Goudourville, Golfech.

## Hydrologie

### Bassin versant
Le bassin versant est de 552 km2 de superficie dont 273 km2 pour son affluent principal, la Barguelonnette, et son principal contributeur, le Lendou.
La Barguelonne a l'un des principaux bassins versants du Sud du Quercy[pas clair]. 
Ce bassin versant est constitué à 76,19 % de territoires agricoles, à 22,52 % de forêts et milieux semi-naturels, à 1,17 % de territoires artificialisés, à 0,15 % de surfaces en eau.

### Débit
La Barguelonne n'est pas une rivière régulière, son débit d'eau varie beaucoup suivant les mois. Son débit a été observé à Saint-Paul-d'Espis au lieu-dit Fourquet, 17 km avant sa confluence avec la Garonne et avant qu'elle reçoive le Cabarieu, le Gasques.
Le débit d'eau interannuel ou module de la rivière à Fourquet est de 3,06 m3/s pour un bassin versant de 477 km2 et à 74 m d'altitude.
La Barguelonne présente des variations de débit très importantes. Les débits sont les plus forts dans l'intervalle de l'hiver au printemps avec des débits mensuels moyens allant de 3,90 à 7,07 m3/s de décembre à mai inclus et avec un pic de débit atteint en février. La saison des eaux basses commence en juin avec une forte chute du débit d'eau surtout en août et septembre avec 0,304 m3/s pour le débit le plus bas.
Cependant le débit avait été mesuré plus en aval quelque temps auparavant mais faute de données, il a été officiellement observé que depuis le début des années 1990[pas clair]. La surface étudiée est donc de 555 km2 mais il y manque les surfaces des bassins versants de ses deux autres affluents le Cabarieu et le Gasques, dont les vallées sont larges et étendues. Il est donc clair que son véritable débit est supérieur à celui qui est indiqué.
Ces données ne sont que des moyennes et il y a eu des crues et des fluctuations très importantes durant les années passées.

### Lame d'eau et débit spécifique
La lame d'eau écoulée dans le bassin de la Barguelonne est de 203 millimètres annuels ; cela ne représente que les deux tiers de la moyenne d'ensemble de la France qui est de 320 millimètres. Elle est aussi inférieure à celle du bassin versant de la Garonne qui est de 384 millimètres. Le débit spécifique (Qsp) atteint le chiffre de l'ordre de 5.3 litres par seconde et par kilomètre carré du bassin.

### Étiage (basses eaux)
En ce qui concerne l'étiage, le VCN3 peut chuter jusqu'à 0,022 m3/s soit environ 22 litres par seconde lors d'une période quinquennale sèche, ce qui correspond à moins de 1 % du débit nominal.

### Crues
Cette rivière a souvent débordé et les inondations dans les villes qui la longent peuvent prendre une tournure catastrophique.
Les crues sont en principe très sévères avec un QIX 2 et QIX 5 valent respectivement 33 et 48 m3/s  Le QIX 10, lui, est élevé à 58 m3/s, le QIX 20 est de 68 m3/s. Quant au QIX 50 il se monte à plus de 80 m3/s, soit près de vingt-sept fois le débit nominal.
Le débit instantané maximal enregistré à Fourquet le 14 décembre 1981 était de 61,50 m3/s  et la valeur journalière maximale était de 59,8 m3/s le 15 décembre 1981. La hauteur maximale instantanée a atteint 413 cm le 19 février 1971.

## Administration

### Organisme gestionnaire
L'organisme gestionnaire est le SIAH ou Syndicat intercommunal d'aménagement hydraulique de la Barguelonne et du Lendou

### Pêche et AAPPMA
La Barguelonne est un cours d'eau de deuxième catégorie avec quatre AAPPMA[pas clair] gestionnaires à Valence, Miramont-de-Quercy, Lauzerte, et Cazes-Mondenard.